# Olympische Sommerspiele 2024/Leichtathletik – Kugelstoßen (Männer)
Der Kugelstoßwettkampf der Herren bei den Olympischen Spielen 2024 in Paris wurde am 2. August (Qualifikation) und am 3. August (Finale) im Stade de France abgehalten.

## Aktuelle Titelträger
| Olympiasieger                        | Ryan Crouser ( Vereinigte Staaten) | 23,30 m | Tokio 2020     |
| Weltmeister                          | Ryan Crouser ( Vereinigte Staaten) | 23,51 m | Budapest 2023  |
| Europameister                        | Leonardo Fabbri ( Italien)         | 22,45 m | Rom 2024       |
| Nord-/Zentralamerika-/Karibikmeister | Roger Steen ( Vereinigte Staaten)  | 20,78 m | Freeport 2022  |
| Südamerikameister                    | Welington Morais ( Brasilien)      | 20,59 m | São Paulo 2023 |
| Asienmeister                         | Tejinder Pal Singh ( Indien)       | 20,23 m | Bangkok 2023   |
| Afrikameister                        | Chukwuebuka Enekwechi ( Nigeria)   | 21,14 m | Douala 2024    |
| Ozeanienmeister                      | Nick Palmer ( Neuseeland)          | 19,98 m | Suva 2024      |

## Rekorde

### Bestehende Rekorde
| Weltrekord         | Ryan Crouser () | 23,56 m | Los Angeles, USA    | 27. Mai 2023   |
| Olympischer Rekord | Ryan Crouser () | 23,30 m | Finale Tokio, Japan | 5. August 2021 |

## Qualifikation
2. August 2024, 20:10 Uhr
Mit einem Stoß von mindestens 21,35 Meter oder einer Platzierung unter den besten 12 Athleten qualifizierte sich ein Athlet für das Finale.
| Rang | Gruppe | Athlet                | Nation                  | Versuch (in m) | Versuch (in m) | Versuch (in m) | Weite (in m) | Anm.  |
| Rang | Gruppe | Athlet                | Nation                  | 1              | 2              | 3              | Weite (in m) | Anm.  |
| ---- | ------ | --------------------- | ----------------------- | -------------- | -------------- | -------------- | ------------ | ----- |
| 1    | A      | Leonardo Fabbri       | Italien                 | 20,44          | x              | 21,76          | 21,76        | Q     |
| 2    | A      | Tomáš Staněk          | Tschechien              | 21,61          |                |                | 21,61        | Q, SB |
| 3    | B      | Payton Otterdahl      | Vereinigte Staaten      | 21,52          |                |                | 21,52        | Q     |
| 4    | A      | Ryan Crouser          | Vereinigte Staaten      | 21,49          |                |                | 21,49        | Q     |
| 5    | B      | Tomas Walsh           | Neuseeland              | 20,65          | 21,48          |                | 21,48        | Q     |
| 6    | A      | Jacko Gill            | Neuseeland              | 21,14          | 21,35          |                | 21,35        | Q     |
| 7    | B      | Joe Kovacs            | Vereinigte Staaten      | 20,65          | 21,06          | 21,24          | 21,24        | q     |
| 8    | B      | Uziel Muñoz           | Mexiko                  | 20,69          | 20,43          | 21,22          | 21,22        | q     |
| 9    | B      | Chukwuebuka Enekwechi | Nigeria                 | 21,13          | 21,00          | x              | 21,13        | q     |
| 10   | A      | Rajindra Campbell     | Jamaika                 | 21,05          | x              | x              | 21,05        | q     |
| 11   | B      | Zane Weir             | Italien                 | 20,29          | 21,00          | x              | 21,00        | q     |
| 12   | A      | Marcus Thomsen        | Norwegen                | 20,81          | x              | 20,33          | 20,81        | q     |
| 13   | B      | Kyle Blignaut         | Südafrika               | x              | 20,03          | 20,78          | 20,78        |       |
| 14   | A      | Filip Mihaljević      | Kroatien                | 20,09          | 20,04          | 20,75          | 20,75        |       |
| 15   | B      | Mohammed Tolo         | Saudi-Arabien           | 20,63          | x              | 20,65          | 20,65        |       |
| 16   | A      | Tsanko Arnaudov       | Portugal                | 20,02          | 19,80          | 20,31          | 20,31        |       |
| 17   | A      | Bob Bertemes          | Luxemburg               | 20,27          | x              | x              | 20,27        |       |
| 18   | B      | Andrei Toader         | Rumänien                | 20,24          | 20,00          | 20,10          | 20,24        |       |
| 19   | B      | Michał Haratyk        | Polen                   | 19,41          | 19,87          | 19,94          | 19,94        |       |
| 20   | B      | Mostafa Amr Hassan    | Ägypten                 | 19,70          | x              | x              | 19,70        |       |
| 21   | B      | Scott Lincoln         | Großbritannien          | x              | x              | 19,69          | 19,69        |       |
| 22   | B      | Roman Kokoschko       | Ukraine                 | x              | 19,36          | 19,22          | 19,36        |       |
| 23   | A      | Nazareno Sasia        | Argentinien             | 19,33          | x              | 19,06          | 19,33        |       |
| 24   | B      | Armin Sinančević      | Serbien                 | x              | 19,31          | x              | 19,31        |       |
| 25   | A      | Mohamed Magdi Hamza   | Ägypten                 | x              | 19,27          | x              | 19,27        |       |
| 26   | A      | Mesud Pezer           | Bosnien und Herzegowina | 19,01          | 19,03          | 18,94          | 19,03        |       |
| 27   | A      | Eric Favors           | Irland                  | 19,02          | 18,38          | 18,86          | 19,02        |       |
| 28   | A      | Konrad Bukowiecki     | Polen                   | x              | 18,34          | 18,83          | 18,83        |       |
| 29   | A      | Tejinder Pal Singh    | Indien                  | 18,05          | x              | x              | 18,05        |       |
|      | B      | Francisco Belo        | Portugal                | x              | x              | x              | NM           |       |
|      | A      | Welington Morais      | Brasilien               | x              | x              | x              | NM           |       |

## Finale
3. August 2024, 19:35 Uhr
| Rang | Athlet                | Nation             | Versuch (in m) | Versuch (in m) | Versuch (in m) | Versuch (in m) | Versuch (in m) | Versuch (in m) | Weite (in m) | Anm. |
| Rang | Athlet                | Nation             | 1              | 2              | 3              | 4              | 5              | 6              | Weite (in m) | Anm. |
| ---- | --------------------- | ------------------ | -------------- | -------------- | -------------- | -------------- | -------------- | -------------- | ------------ | ---- |
| 1    | Ryan Crouser          | Vereinigte Staaten | 22,64          | 22,69          | 22,90          | x              | x              | -              | 22,90        | SB   |
| 2    | Joe Kovacs            | Vereinigte Staaten | 21,69          | x              | 21,71          | x              | x              | 22,15          | 22,15        |      |
| 3    | Rajindra Campbell     | Jamaika            | 20,00          | 22,15          | x              | x              | x              | x              | 22,15        |      |
| 4    | Payton Otterdahl      | Vereinigte Staaten | 21,39          | 21,98          | 22,01          | x              | x              | 22,03          | 22,03        |      |
| 5    | Leonardo Fabbri       | Italien            | x              | 20,96          | x              | 21,70          | x              | x              | 21,70        |      |
| 6    | Chukwuebuka Enekwechi | Nigeria            | 20,58          | 21,42          | 21,01          | x              | x              | x              | 21,42        |      |
| 7    | Jacko Gill            | Neuseeland         | x              | 20,81          | 21,15          | x              | 19,23          | 20,47          | 21,15        |      |
| 8    | Uziel Muñoz           | Mexiko             | 20,68          | 20,88          | 20,80          | x              | 20,29          | x              | 20,88        |      |
| 9    | Marcus Thomsen        | Norwegen           | x              | 20,58          | 20,67          | ausgeschieden  | ausgeschieden  | ausgeschieden  | 20,67        |      |
| 10   | Tomáš Staněk          | Tschechien         | 20,31          | 20,37          | x              | ausgeschieden  | ausgeschieden  | ausgeschieden  | 20,37        |      |
| 11   | Zane Weir             | Italien            | x              | 20,24          | x              | ausgeschieden  | ausgeschieden  | ausgeschieden  | 20,24        |      |
|      | Tomas Walsh           | Neuseeland         | x              | x              | x              | ausgeschieden  | ausgeschieden  | ausgeschieden  | NM           |      |